# Esiliiga 1992
L'Esiliiga 1992 fu la prima edizione della seconda serie del campionato di calcio estone.
La vittoria finale andò al Kreenholm Narva, che tuttavia non fu promosso in quanto sconfitto allo spareggio.

## Formula
Alla prima edizione parteciparono 8 squadre suddivise in due gironi da 4. Al termine della prima fase, le migliori due squadre di ogni girone furono qualificate ai play-off per il titolo mentre le rimanenti quattro al girone di play-out al termine del quale l'ultima sarebbe retrocessa.

## Squadre partecipanti
| Club                  | Città    | Stagione precedente                               |
| --------------------- | -------- | ------------------------------------------------- |
| KEK Paide             | Paide    | 9° nella seconda divisione del campionato estone  |
| KEK Pärnu             | Pärnu    | 5° nella seconda divisione del campionato estone  |
| Irbis Kiviõli         | Kiviõli  | 1° nella terza divisione del campionato estone    |
| Kreenholm Narva       | Narva    | 8° nella seconda divisione del campionato estone  |
| Lokomotiiv Valga      | Valga    | 10° nella seconda divisione del campionato estone |
| Metaliist Tallinn     | Tallinn  | 6° nella seconda divisione del campionato estone  |
| Peipsi Kalur Kallaste | Kallaste | 7° nella seconda divisione del campionato estone  |
| Tempo Tallinn         | Tallinn  | 11° nel massimo campionato estone                 |

## Classifica finale

### Girone promozione
|  | Pos. | Squadra           | Pt | G | V | N | P | GF | GS | DR |
|  | ---- | ----------------- | -- | - | - | - | - | -- | -- | -- |
|  | 1    | Kreenholm Narva   | 7  | 6 | 3 | 1 | 2 | 13 | 9  | +4 |
|  | 2    | Tempo Tallinn     | 6  | 6 | 3 | 0 | 3 | 16 | 14 | +2 |
|  | 3    | Lokomotiiv Valga  | 5  | 6 | 2 | 1 | 3 | 11 | 17 | -6 |
|  | 4    | Metaliist Tallinn | 4  | 6 | 2 | 0 | 4 | 13 | 15 | -2 |

### Girone retrocessione
|  | Pos. | Squadra               | Pt | G | V | N | P | GF | GS | DR |
|  | ---- | --------------------- | -- | - | - | - | - | -- | -- | -- |
|  | 5    | Peipsi Kalur Kallaste | 7  | 6 | 3 | 1 | 2 | 13 | 10 | +3 |
|  | 6    | KEK Pärnu             | 6  | 6 | 2 | 2 | 2 | 13 | 12 | +1 |
|  | 7    | Irbis Kiviõli         | 6  | 6 | 2 | 2 | 2 | 6  | 9  | -3 |
|  | 8    | KEK Paide             | 5  | 6 | 1 | 3 | 2 | 8  | 10 | -2 |

### Verdetti
- Kreenholm Narva vincitore dell'Esiliiga 1992.
- KEK Paide inizialmente retrocesso e poi ripescato.
- Tempo Tallinn e Metaliist Tallinn non iscritti alla stagione successiva.